# حوزه‌های انتخابیه مجلس شورای اسلامی در استان سیستان و بلوچستان
حوزه‌های انتخاباتی استان سیستان و بلوچستان برای انتخابات مجلس شورای اسلامی استان سیستان و بلوچستان، ۶ حوزه برای انتخابات مجلس دارد که در مجموع ۸ نماینده را دربر می‌گیرد؛ و عبارتند از:
| مرکز     | حوزه                                                                 | شهرستان‌ها   | بخش‌ها                                                   | کرسی | نقشه | جمعیت  |
| -------- | -------------------------------------------------------------------- | ----------- | ------------------------------------------------------- | ---- | ---- | ------ |
| زاهدان   | زاهدان                                                               | زاهدان      | شهر زاهدان، بخش مرکزی                                   | ۲    |      | ۶۷۲۵۸۹ |
| ایرانشهر | ایرانشهر، سرباز، راسک، دلگان، فنوج، بمپور، بنت، لاشار، آشار و آهوران | ایرانشهر    | شهر ایرانشهر، بخش مرکزی، بخش بزمان و بخش دامن           | ۱    |      | ۵۵۷۴۹۷ |
| ایرانشهر | ایرانشهر، سرباز، راسک، دلگان، فنوج، بمپور، بنت، لاشار، آشار و آهوران | بمپور       | شهر بمپور، بخش مرکزی و بخش کلاتان                       | ۱    |      | ۵۵۷۴۹۷ |
| ایرانشهر | ایرانشهر، سرباز، راسک، دلگان، فنوج، بمپور، بنت، لاشار، آشار و آهوران | سرباز       | شهر سرباز، بخش مرکزی، بخش کیشکور، بخش مینان و بخش نسکند | ۱    |      | ۵۵۷۴۹۷ |
| ایرانشهر | ایرانشهر، سرباز، راسک، دلگان، فنوج، بمپور، بنت، لاشار، آشار و آهوران | راسک        | شهر راسک، بخش مرکزی، بخش پارود و بخش پیشین              | ۱    |      | ۵۵۷۴۹۷ |
| ایرانشهر | ایرانشهر، سرباز، راسک، دلگان، فنوج، بمپور، بنت، لاشار، آشار و آهوران | دلگان       | شهر گلمورتی، بخش مرکزی و بخش جلگه چاه هاشم              | ۱    |      | ۵۵۷۴۹۷ |
| ایرانشهر | ایرانشهر، سرباز، راسک، دلگان، فنوج، بمپور، بنت، لاشار، آشار و آهوران | فنوج        | شهر فنوج، بخش مرکزی و بخش کتیج                          | ۱    |      | ۵۵۷۴۹۷ |
| ایرانشهر | ایرانشهر، سرباز، راسک، دلگان، فنوج، بمپور، بنت، لاشار، آشار و آهوران | نیک‌شهر      | بخش بنت، بخش لاشار و بخش آهوران                         | ۱    |      | ۵۵۷۴۹۷ |
| ایرانشهر | ایرانشهر، سرباز، راسک، دلگان، فنوج، بمپور، بنت، لاشار، آشار و آهوران | مهرستان     | بخش آشار                                                | ۱    |      | ۵۵۷۴۹۷ |
| چابهار   | چابهار، نیک‌شهر، کنارک، قصرقند و دشتیاری                              | چابهار      | شهر چابهار، بخش مرکزی و بخش پلان                        | ۱    |      | ۵۸۴۳۸۶ |
| چابهار   | چابهار، نیک‌شهر، کنارک، قصرقند و دشتیاری                              | نیک‌شهر      | شهر نیک‌شهر، بخش مرکزی                                   | ۱    |      | ۵۸۴۳۸۶ |
| چابهار   | چابهار، نیک‌شهر، کنارک، قصرقند و دشتیاری                              | کنارک       | شهر کنارک، بخش مرکزی و بخش زرآباد                       | ۱    |      | ۵۸۴۳۸۶ |
| چابهار   | چابهار، نیک‌شهر، کنارک، قصرقند و دشتیاری                              | قصرقند      | شهر قصرقند، بخش مرکزی، بخش تلنگ و بخش ساربوک            | ۱    |      | ۵۸۴۳۸۶ |
| چابهار   | چابهار، نیک‌شهر، کنارک، قصرقند و دشتیاری                              | دشتیاری     | شهر نگور، بخش مرکزی و بخش باهوکلات                      | ۱    |      | ۵۸۴۳۸۶ |
| خاش      | خاش، میرجاوه،تفتان، نصرت‌آباد و کورین                                 | خاش         | شهر خاش، بخش مرکزی، بخش ایرندگان و بخش پشتکوه           | ۱    |      | ۲۱۹۱۷۸ |
| خاش      | خاش، میرجاوه،تفتان، نصرت‌آباد و کورین                                 | میرجاوه     | شهر میرجاوه، بخش مرکزی، بخش لادیز و بخش ریگ ملک         | ۱    |      | ۲۱۹۱۷۸ |
| خاش      | خاش، میرجاوه،تفتان، نصرت‌آباد و کورین                                 | تفتان       | شهر نوک‌آباد، بخش مرکزی، بخش نازیل و بخش گوهرکوه         | ۱    |      | ۲۱۹۱۷۸ |
| خاش      | خاش، میرجاوه،تفتان، نصرت‌آباد و کورین                                 | زاهدان      | بخش نصرت‌آباد و بخش کورین                                | ۱    |      | ۲۱۹۱۷۸ |
| زابل     | زابل، زهک، هیرمند، نیمروز و هامون                                    | زابل        | شهر زابل، بخش مرکزی                                     | ۲    |      | ۳۹۴۰۲۹ |
| زابل     | زابل، زهک، هیرمند، نیمروز و هامون                                    | زهک         | شهر زهک، بخش مرکزی و بخش جزینک                          | ۲    |      | ۳۹۴۰۲۹ |
| زابل     | زابل، زهک، هیرمند، نیمروز و هامون                                    | نیمروز      | شهر ادیمی، بخش مرکزی و بخش صابری                        | ۲    |      | ۳۹۴۰۲۹ |
| زابل     | زابل، زهک، هیرمند، نیمروز و هامون                                    | هامون       | شهر محمدآباد، بخش مرکزی و بخش تیمورآباد                 | ۲    |      | ۳۹۴۰۲۹ |
| زابل     | زابل، زهک، هیرمند، نیمروز و هامون                                    | هیرمند      | شهر دوست‌محمد، بخش مرکزی و بخش قرقری                     | ۲    |      | ۳۹۴۰۲۹ |
| سراوان   | سراوان، سیب و سوران، مهرستان و گلشن                                  | سراوان      | سراوان، بخش مرکزی،بخش بم پشت و بخش مهرگان               | ۱    |      | ۳۴۷۳۳۵ |
| سراوان   | سراوان، سیب و سوران، مهرستان و گلشن                                  | سیب و سوران | شهر سوران، بخش مرکزی و بخش هیدوچ                        | ۱    |      | ۳۴۷۳۳۵ |
| سراوان   | سراوان، سیب و سوران، مهرستان و گلشن                                  | مهرستان     | شهر مهرستان، بخش مرکزی                                  | ۱    |      | ۳۴۷۳۳۵ |
| سراوان   | سراوان، سیب و سوران، مهرستان و گلشن                                  | گلشن        | شهر جالق، بخش مرکزی و بخش کله گان                       | ۱    |      | ۳۴۷۳۳۵ |